# Antoine Clesse

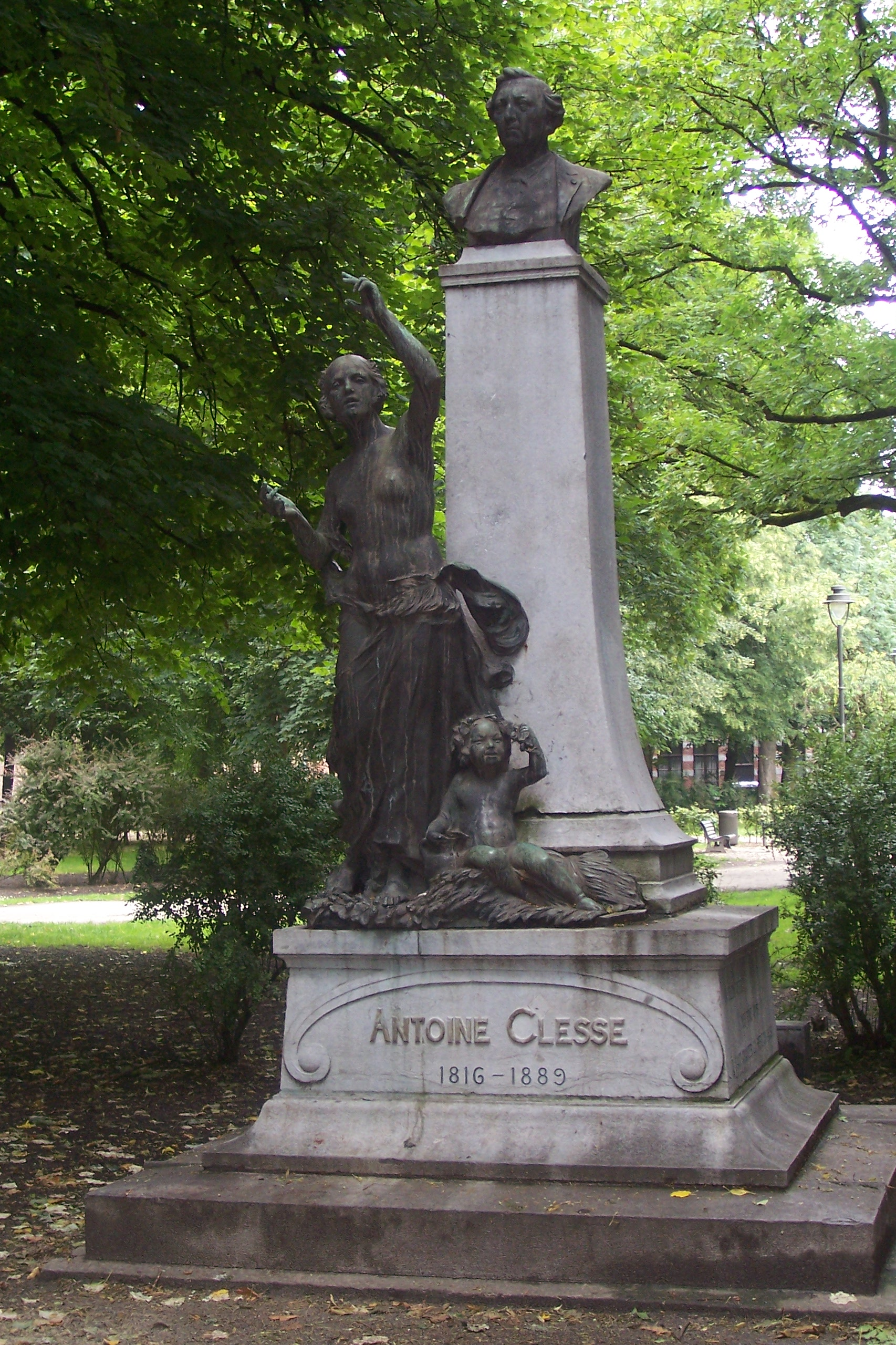
Monument à Antoine Clesse à Mons

Antoine Clesse, né le 30 mai 1816 et mort le 9 mars 1889, est un poète et chansonnier belge.

## Biographie
Son chant "La bière" (mieux connu comme La bière du pays (1852)) est encore actuellement fort chanté dans les soirées estudiantines belges.
À travers certains textes de son œuvre "Chansons", Clesse décrit des scènes sociales fortes, et évoque également un aspect ignoré, oublié de la ville de Mons.  Ville riche, et qui n'osait pas regarder la misère à ses pieds.  "Le Flamand" (page 121) et "Ce que je vis sur la Grand'Place de Mons" (page 223) sont des illustrations intéressantes.
L'actualité internationale ne laisse pas non plus Clesse indifférent.  Le texte "Aux Suisses" (page 123) fait probablement référence à la guerre du Sonderbund.

## Œuvre

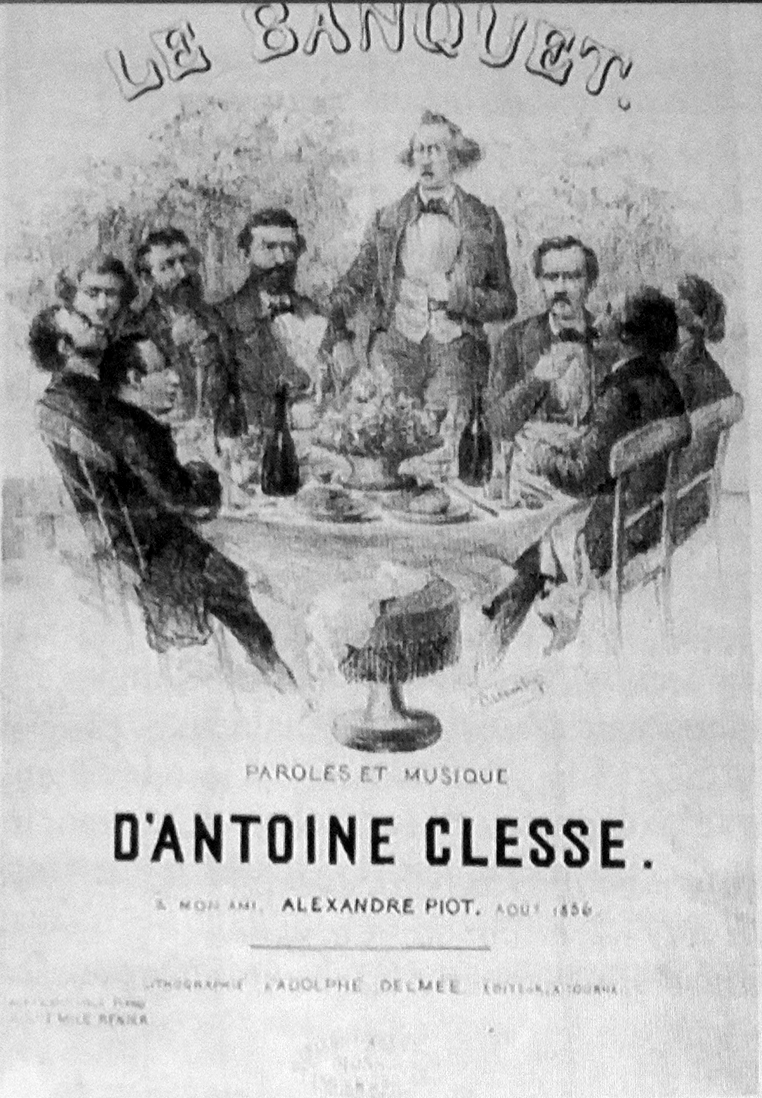
Chantant lors d'un banquet républicain.

Il est l'auteur d'une multitude de chants et de poèmes (liste non exhaustive) :
- "Flamands-Wallon" (1849)
- "La bière du pays" (1852)

## Postérité

### Hommages
La "Rue Antoine Clesse" à Laeken et à Mons sont nommées en son honneur.

## Sources
- Biographie ([1])
- "Chansons", son célèbre livre du poésie intégrale (google.be)